# Atenica
Atenica (cyr. Атеница) – wieś w Serbii, w okręgu morawickim, w mieście Čačak. W 2011 roku liczyła 558 mieszkańców.